# Gelliusz

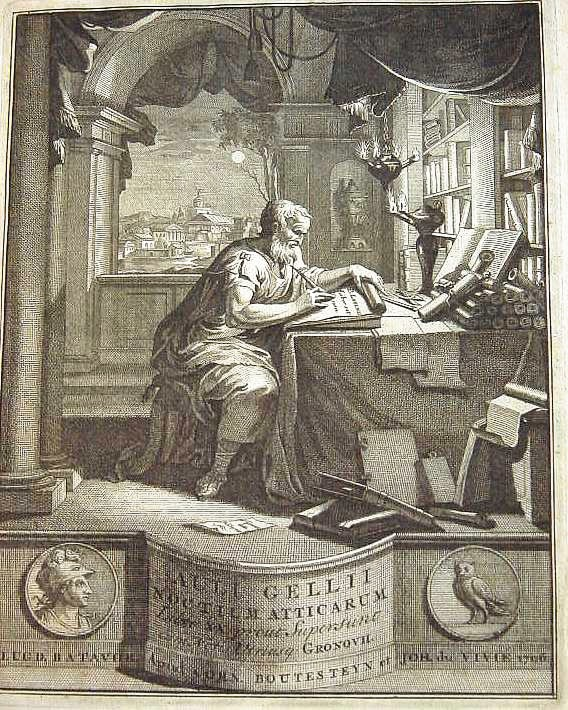
Gelliusz przy pracy (na XVIII-wiecznej rycinie z ówczesnej edycji jego dzieła)

Aulus Gellius (druga połowa II wieku n.e.) – erudyta i pisarz rzymski, miłośnik starożytności i kolekcjoner ciekawostek, znany z autorstwa zbioru zatytułowanego Noce attyckie (łac. Noctes Atticae).

## Życie
O życiu jego zachowały się skąpe wiadomości, pochodzące przede wszystkim z samego utworu, jednak nie tyle z bezpośrednich informacji, co wniosków interpretacyjnych (żadnej części pracy autor nie poświęcił samemu sobie).
Urodził się i wychował przypuszczalnie w samym Rzymie, tam też z pewnością się uczył (wspomina o tym mimochodem w ks. VII, rozdz. 6) u gramatyka Sulpicjusza Apollinarisa i retora Antoniusza Julianusa. Otrzymał typowe w owym czasie wykształcenie prawnicze, retoryczne i literackie. Należał do stanu ekwitów. Był żonaty  i miał dzieci. Przez pewien czas był sędzią i urzędnikiem państwowym. Czas wolny spędzał na lekturach, z których sporządzał wyciągi i notatki do swego dzieła. 
Przed rokiem 165 udał się do Aten, gdzie przez jakiś czas przebywał i zaczął opracowywać zgromadzony materiał podczas zimowych wieczorów (stąd tytuł zbioru). Znał osobiście kilku ówczesnych uczonych, w tym retora Korneliusza Frontona, filozofa Favorinusa z Arelate (który wywarł na niego silny wpływ), Heroda Attyka (z którym zetknął się w Atenach) – ich poglądy na różne tematy (jako poznane z ich ust) dość często przytacza w swym utworze.

## Dzieło
Jest to ujęty w czterystu rozdziałach zbiór bieżących wydarzeń związanych z życiem intelektualnym autora, w głównej części mający charakter opracowania zbieranych przez wiele lat notatek z różnych lektur. Pierwotnie obejmował dwadzieścia ksiąg; do naszych czasów zachowało się 19 (zaginęła ósma oraz kilka fragmentów z początku i końca dzieła).
Całość materiału nie ma określonego porządku, co jest świadomym zabiegiem autora. Dla pobudzenia ciekawości czytelnika Gelliusz stosuje częstą zmianę tematu wraz z manierą ujmowania wywodów w postaci dialogu. Każdy rozdział dotyczy innego zagadnienia z zakresu literatury, języka, kultury, prawa i wielu aspektów życia codziennego starożytnej Grecji i Rzymu. Dzięki temu – jak również dlatego, że autor obficie cytuje dzieła sobie znane, a później zaginione – Noce attyckie, jako ogromny materiał antykwaryczny, stanowią bezcenną kopalnię wiedzy o Rzymie z II wieku n.e. oraz o starożytności grecko-rzymskiej w ogóle.
Autor był zwolennikiem prądu archaistycznego w literaturze rzymskiej, powstałego w reakcji przeciw mocno zretoryzowanej prozie okresu klasycznego i w poszukiwaniu sposobu na „odmłodzenie” języka literackiego, a to przez nawrót do pisarzy głównie okresu archaicznego i wczesnoklasycznego (z niewielkimi tylko wyjątkami na rzecz wczesnego cesarstwa rzymskiego). Tendencja ta ma wpływ na dobór lektur Gelliusza: mimo że tworzy w drugiej połowie II wieku n.e., najmłodszym autorem, jakiego cytuje, jest wcześniejszy o sto lat Pliniusz Starszy, a najmłodszym poetą wcześniejszy o dwieście lat Wergiliusz.
Charakterystyczne jest, że mimo zainteresowań historycznych Gelliusza, pomija on zupełnie Liwiusza oraz Tacyta. Jedynie Swetoniusz jest cytowany raz i to jedynie mimochodem (jako źródło wiadomości o pewnym pisarzu z okresu republiki rzymskiej). Ulubionym historykiem autora jest (oprócz Katona Starszego) niejaki Quintus Claudius Quadrigarius (znany nam wyłącznie z fragmentów zawartych w Nocach attyckich). Seneka stanowi tylko obiekt krytyki jako autor wygłaszający mierne sądy na temat Enniusza. W ogóle nie cytuje poetów okresu cesarstwa, nawet bardzo sławnych, jak Owidiusza, Lukana i Stacjusza. Chętnie wspominani są natomiast poeci okresu republikańskiego – Lukrecjusz, Katullus, Lutacjusz Katulus – a ponadto Plautus, Newiusz, Enniusz.
Z mówców Gelliusz cytuje Cycerona, którego określa pochlebnym mianem verborum homo diligentissimus (człowiek starannego słowa). Wydaje się, że spośród innych wyróżnia Gajusza Grakchusa i Katona Starszego. 
Łącznie Gelliusz przytoczył aż 275 autorów greckich oraz rzymskich. Po ukończeniu dwudziestu ksiąg, napisaniu posłowia i spisu treści zamierzał kontynuować pracę i wydać następny utwór o podobnym charakterze – czy urzeczywistnił ten zamiar, nie wiadomo.

### Datowanie
Dwie postacie (Herodesa Attyka i Korneliusza Frontona) wspomina się w całym dziele jako osoby żyjące, przy czym pierwszy określany jest konsekwentnie jako były konsul. Wiadomo, że jego konsulat przypadł na rok 143 n.e., zaś Fronton zmarł w 170 n.e., co pozwala zawęzić okres powstawania dzieła do lat 144-170 n.e., czyli do okresu panowania Antoninusa Piusa i Marka Aureliusza. Najpewniej zbiór wydano około 169 r. n.e. Jego fragmenty tłumaczył na polski Stanisław Stabryła.

### Inspiracje
Noce attyckie w znacznym stopniu wykorzystali Noniusz Marcellus oraz Makrobiusz, choć nie podali nazwiska autora źródła. Stały się też one inspiracją dla innych zbiorów tekstów znanych z literatury współczesnej. W literaturze polskiej wpływ stylu Gelliusza (zwłaszcza w zakresie krytyki literackiej) oraz kompozycji jego dzieła widoczny jest w Cicer cum caule Juliana Tuwima.